# Bonte gierzwaluw
De bonte gierzwaluw (Aeronautes saxatalis) is een vogel uit de familie Apodidae (gierzwaluwen).

## Omschrijving
Deze soort komt voor in het westen van Noord-Amerika en in Midden-Amerika tot in het zuiden van het westelijk deel van Honduras. Hier komt hij voor in het kustgebied dat zich uitstrekt tot in het noorden van Noord-Californië. Ook zijn er landinwaarts migrerende populaties te vinden in de regio's Great Basin en Rocky Mountain, tot in het noorden van Brits-Columbia. Witkeelgierzwaluwen worden gevonden in open gebieden in de buurt van kliffen, rotswanden of door de mens gemaakte constructies, waar ze slapen. Gierzwaluwen zijn sociale vogels en er worden vaak groepen gezien die samen slapen en foerageren naar vliegende insecten.

## Ondersoorten
Er worden twee ondersoorten onderscheiden:
- A. s. saxatalis: van zuidwestelijk Canada tot westelijk Mexico.
- A. s. nigrior: van zuidelijk Mexico tot centraal Honduras.